# Bubaris conulifera
Bubaris conulifera är en svampdjursart som beskrevs av Arthur Dendy 1922. Bubaris conulifera ingår i släktet Bubaris och familjen Bubaridae.
Artens utbredningsområde är havet kring Seychellerna. Inga underarter finns listade i Catalogue of Life.